# Beyond Good & Evil (jogo eletrônico)
Beyond Good & Evil é um jogo de acção-aventura produzido e publicado pela Ubisoft em 2003 para PlayStation 2, Microsoft Windows, Xbox e GameCube. Uma versão melhorada em full HD foi lançada em 2011 para Xbox Live Arcade e PlayStation Network. A história conta as aventuras de Jade, uma repórter de investigação, perita em artes marciais, que trabalha para um movimento de resistência que planeja revelar uma conspiração a nível mundial sobre alienígenas. O jogador controla Jade e os seus aliados, resolvendo puzzles, lutando contra inimigos e obter provas fotográficas.
Michel Ancel, criador da série Rayman, visionou o jogo como a primeira parte de uma trilogia. Beyond Good & Evil foi um fracasso comercial, mas foi aclamado pela critica, recebendo nomeações para "Jogo do Ano" no Game Developers Choice Awards de 2004. A sequela, Beyond Good & Evil 2, está actualmente a ser produzida.

Uma adaptação que une live-action e animação está atualmente em desenvolvimento na Netflix.